# Hugh Gibb
Hugh Leslie Gibb (15 de enero de 1916 - 6 de marzo de 1992) fue un baterista y director de orquesta inglés y padre de los cantantes ingleses Barry, Robin, Maurice y Andy Gibb.

## Edad temprana y antecedentes familiares
Hugh Leslie Gibb nació en el distrito de Chorlton en Mánchester hijo de Hugh Gibb y Edith Yardley. Gibb dijo:

"Yo era el bicho raro de mi familia porque me gustaba la música y la actitud era que nunca te haría ningún bien. El tema principal entonces era ir a trabajar, tener un trabajo estable y traer tu salario a casa todos los fines de semana. Ser músico era como en los viejos tiempos, ya sabes, cuando se los consideraba vagabundos, y eso es todo lo que siempre quise hacer"
El padre de Gibb nació en Lanarkshire, Escocia en 1876. Su madre nació en Mánchester en 1892 de William y Hannah. Ella era 16 años menor que su esposo y se convirtió en madrastra de los siete hijos que tuvo de su matrimonio anterior, de Annie, quien había muerto en 1889 a la edad de 38. El abuelo de Gibb, Thomas Yardley, nació en 1826 y es registrado como trabajador ferroviario.

#### Barbara Pass
Barbara Pass era vocalista de una banda de baile, y una de sus noches libres, fue con una amiga a otro salón de baile y dijo:

"ahí es donde empezó todo"
Hugh acompañó a Barbara a casa esa noche y, a partir de entonces, floreció el romance. A pesar de la pesadilla de la guerra, Hugh tiene buenos recuerdos de la época en que conoció a su futura esposa, como dijo:

"La gente se divirtió más. Los niños de hoy piensan que han hecho todo para cuando tienen 18 años y no tienen nada que esperar"
Se casaron el 27 de mayo de 1944 en Mánchester. Su primera hija, Lesley Gibb, nació el 12 de enero de 1945. Poco después, se trasladaron a Escocia, donde su banda empezaba a tocar en Edimburgo; como explicó Barbara:

"Vivíamos en las afueras de Edimburgo"
Después de un tiempo, Hugh y Barbara con Lesley se mudaron de regreso a Mánchester y vivieron con la madre de Barbara, Nora Pass en Stretford, y luego Gibb consiguió un trabajo en la Isla de Man y se mudaron a Douglas. Gibb empezó a tocar en Douglas Bay Hotel y Alexandra, ambos en Douglas.
El 1 de septiembre de 1946, Barry Gibb nació a las 8:45 am en el Hogar de maternidad Jane Crookall en Douglas. Durante el mismo tiempo, Hugh estaba ocupado con su música en varios hoteles en Douglas cuando Barry era un bebé: "Me quedé allí durante [aproximadamente] 10 años y la banda de Joe Loss solía estar allí, esa era la era de las grandes bandas".
El 22 de diciembre de 1949, Robin Gibb nació a las 3:15 a. m. Más tarde, a las 3: 50 a. m., Maurice Gibb nació en el Hogar de maternidad Jane Crookall. En 1955, los Gibbs regresaron al área de Mánchester. El 5 de marzo de 1958, Andy Gibb nació en Stretford Memorial Hospital en Mánchester.